# Samantha Ferrari
Samantha Ferrari (Muggiò, 25 settembre 1973) è un'ex ginnasta italiana.
Ha vinto 13 campionati italiani ed è stata medaglia di bronzo nelle clavette ai Mondiali di Atene 1991. Ha preso parte alle Olimpiadi di Barcellona 1992 classificandosi al 12º posto nella finale del concorso individuale.

## Palmarès
- Campionati mondiali di ginnastica ritmica

Atene 1991: bronzo nelle clavette.